# Quốc kỳ ca Trung Hoa Dân Quốc

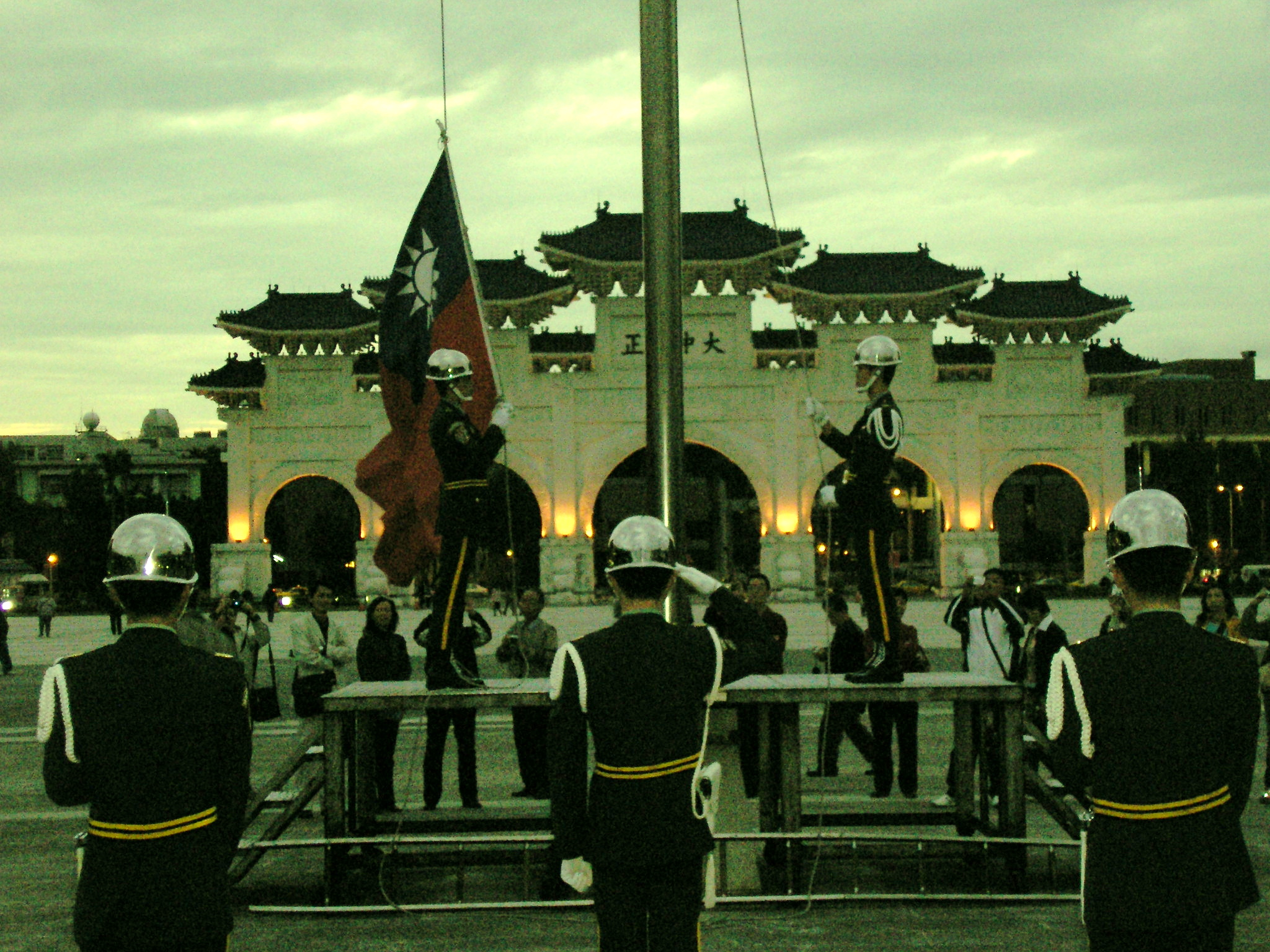
Quốc kỳ ca được phát trong lúc thượng và hạ quốc kỳ Trung Hoa Dân Quốc, như tại lễ chào cờ hằng ngày vào lúc 6h và lúc 18h tại Đài Tưởng niệm thống chế Tưởng Giới Thạch

"Quốc kỳ ca" (chữ Hán: 國旗歌; bính âm: Guó Qí Gē) của Trung Hoa Dân Quốc (Đài Loan) được phát trong lúc thượng và hạ quốc kỳ Trung Hoa Dân Quốc. Bài này cũng được vang lên tại các sự kiện thể thao quốc tế như Thế vận hội, nơi đội tuyển Trung Hoa Dân Quốc tham dự với tên gọi "Đài Bắc Trung Hoa" do chính sách Một Trung Quốc.